# Souvenir: The Singles 2004-2012
Souvenir: The Singles 2004–2012 è il primo greatest hits della band inglese dei Kaiser Chiefs. Pubblicato il 4 giugno 2012, raccoglie tutti i singoli pubblicati dalla band dal 2004 al 2012 nonché una canzone inedita, Listen to Your Head, uscita come singolo il 1º maggio 2012.

## Tracklist
1. "Oh My God" (da Employment, 2005)	 	3:35
2. "Ruby" (da Yours Truly, Angry Mob, 2007)	 	3:23
3. "I Predict a Riot" (da Employment, 2005)	 	3:52
4. "Never Miss a Beat" (da Off with Their Heads, 2008)	 	3:08
5. "Everything Is Average Nowadays" (da Yours Truly, Angry Mob, 2007)	 	2:44
6. "The Angry Mob" (da Yours Truly, Angry Mob, 2007)	 	4:47
7. "Listen to Your Head" (di nuova pubblicazione)	 	4:06
8. "Everyday I Love You Less and Less" (da Employment, 2005)	 	3:37
9. "Little Shocks" (da The Future Is Medieval, 2011)	 	3:42
10. "Love's Not a Competition (But I'm Winning)" (da Yours Truly, Angry Mob, 2007)	 	3:17
11. "Good Days Bad Days" (da Off with Their Heads, 2008)	 	2:58
12. "On the Run" (da Start the Revolution Without Me, 2012)	 	4:08
13. "You Can Have It All (Ian Brodie Remix)" (da Employment, 2005)	 	4:21
14. "Modern Way" (da Employment, 2005)	 	4:01
15. "Man on Mars" (da The Future Is Medieval, 2011)	 	3:48
16. "Kinda Girl You Are" (da The Future Is Medieval, 2011)